# 武道館ライヴ 1977
『武道館ライヴ 1977』（ぶどうかんライヴ 1977、Rollerworld : Live at the Budokan 1977）は、1977年10月4、5日に行われた日本武道館でのベイ・シティ・ローラーズのコンサートを収録したライブ・アルバム。2001年5月23日にCDが発売された。

## 収録曲
1. イントロ　[2:39]
2. 恋のゲーム "It's a Game"　[3:10]
  - 『恋のゲーム』に収録
3. ロックン・ロール・ラヴ・レター "Rock and Roll Love Letter"　[3:00]
  - シングル曲。オリジナル・アルバムには未収録
4. イエスタデイズ・ヒーロー "Yesterday's Hero"　[4:02]
  - 『青春に捧げるメロディー』に収録
5. ラヴ・フィーヴァー "Love Fever"　[4:11]
  - 『恋のゲーム』に収録
6. レッツ・ゴー・ミュージック "Don't Stop the Music"　[3:01]
  - 『青春のアイドル』に収録
7. イーグルス・フライ "Eagles Fly"　[3:56]
  - 『青春のアイドル』に収録
8. 炎の反逆 "Rebel Rebel"　[3:35]
  - 『恋のゲーム』に収録
9. 二人だけのデート "I Only Want to Be with You"　[3:45]
  - 『青春に捧げるメロディー』に収録
10. ダンス・ダンス・ダンス "Dance, Dance, Dance" 　[3:45]
  - 『恋のゲーム』に収録
11. ハートで歌おう "Don't Let the Music Die"　[6:27]
  - 『恋のゲーム』に収録
12. 夢の中の恋 "You Made Me Believe in Magic"　[2:54]
  - 『恋のゲーム』に収録
13. 二人でいつまでも "Wouldn't You Like It?"　[3:28]
  - 『青春のアイドル』に収録
14. マネー・ハニー　[3:23]
  - イギリス盤の『青春のアイドル』に収録（日本盤には未収録）
15. すてきな君 "You're a Woman"　[4:04]
  - 『青春に捧げるメロディー』に収録
16. サタデイ・ナイト "Saturday Night"　[4:07]
  - 『青春のアイドル』に収録

## パーソネル
- エリック・フォークナー：ギター、ボーカル、リード・ボーカル（8）
- デレク・ロングミュアー：ドラムス、ボーカル
- レスリー・マッコーエン：リード・ボーカル（8以外）
- スチュアート・"ウッディ"・ウッド ：ベース、ボーカル